# Hispanacris oreades
Hispanacris oreades är en insektsart som beskrevs av Perez-gelabert, Dominici, Hierro och D. Otte 1995. Hispanacris oreades ingår i släktet Hispanacris och familjen gräshoppor. Inga underarter finns listade i Catalogue of Life.